# La nave perduta
La nave perduta (Shackleton) è una miniserie televisiva britannica in 4 puntate trasmesse per la prima volta nel 1982.
È una miniserie d'avventura incentrata sulla spedizione di Sir Ernest Shackleton nell'Antartico tra il 1914 e il 1917.

## Personaggi e interpreti
- Sir Ernest Shackleton, interpretato da David Schofield.
- capitano R.F. Scott, interpretato da Neil Stacy.
- comandante Frank Worsley, interpretato da John Watts.
- dottor Edward Wilson, interpretato da Paul Hastings.
- fotografo Frank Hurley, interpretato da Peter Dahlsen.
- Harry McNeish, interpretato da Leonard Maguire.
- vicecomandante Frank Wild, interpretato da David Rodigan.
- Emily Shackleton, interpretato da Victoria Fairbrother.

## Produzione
La miniserie fu prodotta da British Broadcasting Corporation. Le musiche furono composte da Francis Shaw.

## Distribuzione
La serie fu trasmessa nel Regno Unito nel 1982 sulla rete televisiva BBC. In Italia è stata trasmessa con il titolo La nave perduta.
Alcune delle uscite internazionali sono state:
- nel Regno Unito il 1982 (Shackleton)
- negli Stati Uniti (Icebound in the Antarctic)
- in Italia (La nave perduta)